# Kostřava
Kostřava (Festuca) je rod trav, tedy rostlin z čeledi lipnicovitých (Poaceae). Jedná se převážně o vytrvalé byliny. Jsou hustě nebo i volně trsnaté, řidčeji vytvářejí výběžky. Listy jsou ploché nebo síťnatě až štětinovitě svinuté, na vnější straně listu se při bázi nachází jazýček. Květy jsou v kláscích, které tvoří latu. Klásky jsou zboku jen nezřetelně smáčklé, zpravidla vícekvěté (2 i vícekvěté). Na bázi klásku jsou 2 plevy, pluchy jsou zpravidla zakončené osinou, jen zřídka bez osin. Plodem je obilka, která je elipsoidní a okoralá. Na celém světě se vyskytuje asi 300 druhů, hlavně v mírném pásu.

## Taxonomická poznámka
Některé druhy rodu kostřava jsou taxonomicky problematické, a odlišuje se od nich několik blízce příbuzných taxonů, hodnocených na úrovni druhu nebo poddruhu. Tyto taxony určí jen specialista. Příkladem jsou kostřava červená, kostřava ovčí, kostřava sivá či kostřava drsnolistá. Některé taxonomické problémy nebyly ještě uspokojivě dořešeny. Situaci také ztěžují některé kultivary trav uměle vysazované na trávníky, např. z příbuzenstva kostřavy červené.
Pro spolehlivé určení úzkolistých kostřav je nutné dělat průřez listem, který je třeba sledovat pod silnou lupou či mikroskopem. Důležitá jsou vlákna sklerenchymu.

## Druhy rostoucí v Česku
V České republice roste něco přes 20 druhů z rodu kostřava, záleží na taxonomickém pojetí. Pro lepší přehled je můžeme rozdělit do několika skupin.
- 1. Všechny listy ploché, široké (většinou mezi 4–18 mm), rostliny robustní, cca 40–150 cm vysoké

Do této skupiny patří kostřava luční (Festuca pratensis), která je typická (alespoň většinou) absencí osin. Je to významný druh našich luk. Podobná kostřava rákosovitá pravá (Festuca arundinacea subsp. arundinacea se liší např. brvitým jazýčkem. Kostřava rákosovitá drsná (Festuca arundinacea subsp. uechtritziana) je vysazována do kulturních luk a nějaké osiny už má vyvinuty. Kostřava lesní (Festuca altissima) je typickým druhem bučin podhorských poloh a má vyvinuty osiny zřetelně. Podobná kostřava horská (Festuca drymeja) patři mezi kriticky ohrožené druhy (C1) a roste vzácně v listnatých lesích jižní a východní Moravy. Kostřava obrovská (Festuca gigantea) je druhem vlhkých lesů, je osinatá a má nápadná ouška, která srpovitě objímají stéblo.
- 2. Alespoň dolní listy štětinovité, pokud jsou listy ploché, potom většinou užší než 2 mm. Sklerenchymatická vlákna obalují cévní svazky.

Sem patří především kostřava červená (Festuca rubra s. l.), která je významným lučním druhem, zvláště v podhůří, řidčeji roste i v lesích. Specialisté dokážou od ní rozlišit ještě několik příbuzných taxonů: kostřava niťolistá (Festuca trichophylla), kostřava načernalá (Festuca nigrescens) a kostřava mnohokvětá (Festuca heteromalla). Jiným dobře poznatelným druhem je kostřava různolistá (Festuca heterophylla), se kterou se lze potkat v listnatých lesích. Je nápadná velmi rozdílnými listy na stéblu, které jsou široké, a přízemními, které jsou niťovité. Kriticky ohroženým druhem (C1) je kostřava ametystová (Festuca amethystina).
3. Listy svinuté, na průřezu je patrné, že sklerenchymatický pás je souvislý, nepřerušený.
Patří sem kostřava ovčí (Festuca ovina), která roste na kyselých krátkostébelných trávnících a v kyselých lesích. Od ní se dobře odliší příbuzný druh kostřava vláskovitá (Festuca filiformis), která nemá osiny. Hůře se odliší kostřava nízká (Festuca supina), která však v ČR roste jen v Krkonoších, Jeseníkách a na Králickém Sněžníku, zpravidla nad hranicí lesa. Od kostřavy ovčí specialisté odliší další poddruhy nebo druhy. Podobně je tomu u kostřavy sivé (Festuca pallens), která je druhem nelesních skal nižších poloh a je nápadná svými silnými a sivými listy. Na píscích rostou další 2 kriticky ohrožené druhy, a to v Polabí kostřava písečná (Festuca psammophila) a na jihovýchodní Moravě kostřava pochvatá (Festuca vaginata). Kriticky ohroženým vysokohorským druhem je kostřava peřestá (Festuca versicolor), kterou lze v ČR potkat jen v Krkonoších.
4. Listy svinuté, na průřezu je patrné, že sklerenchymatický pás je výrazně přerušen, jeden pás vede pod střední žilkou, 2 pásy na okrajích listu.
Kostřava žlábkatá (Festuca rupicola) je druhem suchých trávníků (nikoliv extrémně kyselých) nižších poloh. Ještě teplomilnější je kostřava walliská (Festuca valesiaca), také druh suchých trávníků. Druhem stepních trávníků je i kostřava nepravá (Festuca pseudovina), která roste i na zasolených místech a patří tudíž mezi fakultativní halofyty.
5. Listy svinuté, na průřezu je patrné, že sklerenchymatický pás je přerušován, ale nikoliv tak výrazně jako u skupiny předcházející.
Patří sem kostřava drsnolistá (Festuca brevipila, syn. Festuca trachyphylla (Hackel) Kraj.). Jedná se o taxonomicky nedořešenou skupinu. Patří sem i druh písků, kostřava Duvalova (Festuca duvalii), která je součástí komplexu Festuca brevipila agg. Jméno Festuca duvalii však nelze pro rostliny z ČR používat a celý problém a vztahy v rámci komplexu je nutné ještě řešit.